# Mena chilkaea
Mena chilkaea är en havsanemonart som först beskrevs av Annandale 1915.  Mena chilkaea ingår i släktet Mena och familjen Halcampidae. Inga underarter finns listade i Catalogue of Life.